# Leșile (okręg Ardżesz)
Leșile – wieś w Rumunii, w okręgu Ardżesz, w gminie Teiu. W 2011 roku liczyła 249 mieszkańców.